# ロス・ピオホス
ロス・ピオホス（Los Piojos）は、1988年末にブエノスアイレスで形成されたアルゼンチンのロックバンドでした。 90年代に登場したすべてのバンドの中で、ロス・ピオホスは分離後も最も人気のあるバンドの1つになりました。 ますます個人的になりつつある堅実な性質の。   

## バンドのメンバー
現在のメンバー
- Andrés Ciro Martínez ：ボーカル、ハーモニカ、リズムギター
- Juanchi Bisio：リードギター
- Sebastián "Roger" Cardero：ドラム
- ミゲル・アンヘル"ミッキー"ロドリゲス：ベース、バッキングボーカル

ライブのみ

- ファクンド"チャンギト"ファリアス・ゴメス：打楽器
- ミゲル"チャッキー"デイポラ：キーボード

元メンバー
- Gustavo Kupinski ：リードギター†
- ダニエル"ピティ"フェルナンデス：ギター
- ダニエル・ブイラ：ドラム

## 歴史
バンドの起源は1988年にさかのぼり、さまざまな都市に散らばっていた多くの音楽愛好者が演奏しようと決心し、彼らはブエノスアイレス西部郊外のパブで集い始めるといった、他の無数の郊外のロックバンドと同様の始まりであった。1991年から彼らはヨーロッパに向かい、フランスの 反人種差別主義音楽祭に参加。マリ 、 ブルキナファソ 、 キューバ 、 スペインのグループらと演奏している。 

## ディスコグラフィー

### スタジオアルバム
- Chactuchac (1992)
- Ay ay ay (1994)
- 3er arco (1996)
- Azul (1998)
- Verde paisaje del infierno (2000)
- Máquina de sangre (2003)
- Civilización (2007)

### ライブアルバム
- Ritual (1999)
- Huracanes en luna plateada (2002)

## ミュージックビデオ
| 年   | ミュージックビデオ                              |
| ---- | ----------------------------------------------- |
| 1994 | Babilonia                                       |
| 1994 | Pistolas (en vivo)                              |
| 1996 | Maradó                                          |
| 1996 | Verano del '92                                  |
| 1998 | El balneario de los doctores crotos             |
| 1998 | Desde lejos no se ve                            |
| 1999 | Tan solo (en vivo)                              |
| 1999 | Ando ganas (en vivo)                            |
| 2001 | Ruleta                                          |
| 2002 | Pensar en nada (en vivo con León Gieco y Pappo) |
| 2003 | Genius (en vivo)                                |
| 2003 | Como Alí                                        |
| 2004 | Sudestada                                       |
| 2004 | Amor de perros                                  |
| 2006 | Fantasma (en vivo)                              |
| 2006 | Fantasmas peleándole al viento                  |
| 2007 | Pacífico                                        |
| 2007 | Desde lejos no se ve                            |
| 2008 | Bicho de ciudad                                 |
| 2008 | Hoy es hoy                                      |